# František Mikš (četník)
František Mikš (12. března 1915, Janov – 31. května 1942, Praha-Kobylisy, Kobyliská střelnice) byl četnickým strážmistrem v Táboře a bratrem parašutisty Arnošta Mikše z paradesantního výsadku ZINC, popravený nacisty.

## Život
František Mikš se narodil 12. března 1915 v Janově do rodiny Antonína Mikše a Agháty Mikšové rozené Polívkové. Jeho starší bratr byl československý voják a příslušník výsadku Zinc por. Arnošt Mikš. Poté, co Oldřich Pechal skupinu Zinc rozpustil, vyhledal Arnošt Mikš svého bratra Františka. František Mikš nechal po dohodě s kolegy svého bratra několik dní bydlet v četnických kasárnách a ukryl mu zde pistoli. Díky svým kontaktům na úřadě v Táboře mu obstaral nové falešné doklady.
U Požárů v katastru obce Městečko u Křivoklátu se jeho bratr Arnošt Mikš se spolu s odbojářem Josefem Kusým pokusili 30. dubna 1942 kolem 22.00 hodiny vyzvednout část ukrytého operačního materiálu paravýsadků BIOSCOP, BIVOUAC a STEEL. Při přestřelce na Požárech se parašutista Mikš na místě zastřelil vlastní zbraní do pravého spánku, ale indicie u něho nalezené gestapem vedly k rozkrytí totožnosti dalších osob.
Po svém zatčení při výsleších gestapa František Mikš neprozradil nikoho ze svých spolupracovníků v odboji. Za pomoc svému bratru byl František Mikš odsouzen k trestu smrti rozsudkem stanného soudu v Praze ze dne 31. května 1942 a ještě téhož dne popraven zastřelením na střelnici v Praze–Kobylisích. Společně s ním byli stanným soudem v Praze dne 31. května 1942 odsouzen k trestu smrti a v Kobylisích rovněž popraveni zastřelením odbojář Josef Kusý (* 17. února 1909) a Antonín Mikš (* 10. září 1918, Janov), úředník z Prahy a druhý bratr parašutisty Arnošta Mikše.
Dne 13. dubna 1946 obdržel Československý válečný kříž 1939 in memoriam.

## Připomínka
- Jeho jméno (František Mikš, 27), jméno jeho bratra (Antonín Mikš, 23) a odbojáře Kusého (Josef Kusý, 33) je uvedeno na pamětní desce popravených na Kobyliské střelnici.[11]
- Na rodném domě bratrů Mikšů v Janově, dům čp. 21 (cca. 50 m od Obecního úřadu) je umístěna pamětní deska se jmény Arnošt, František a Antonín Mikš.[12]
- Na hřbitově obce Janov na rodinném hrobu rodiny Mikšovy se nachází fota bratrů Mikšových.[13]
- Jména bratrů Mikšových (FRANT. MIKŠ 1942; ANTONÍN MIKŠ 1942) jsou uvedena na pomníku Obětem 1. a 2. světové války, který se nachází na návsi v Janov před Obecním úřadem.[14][15]

## Galerie

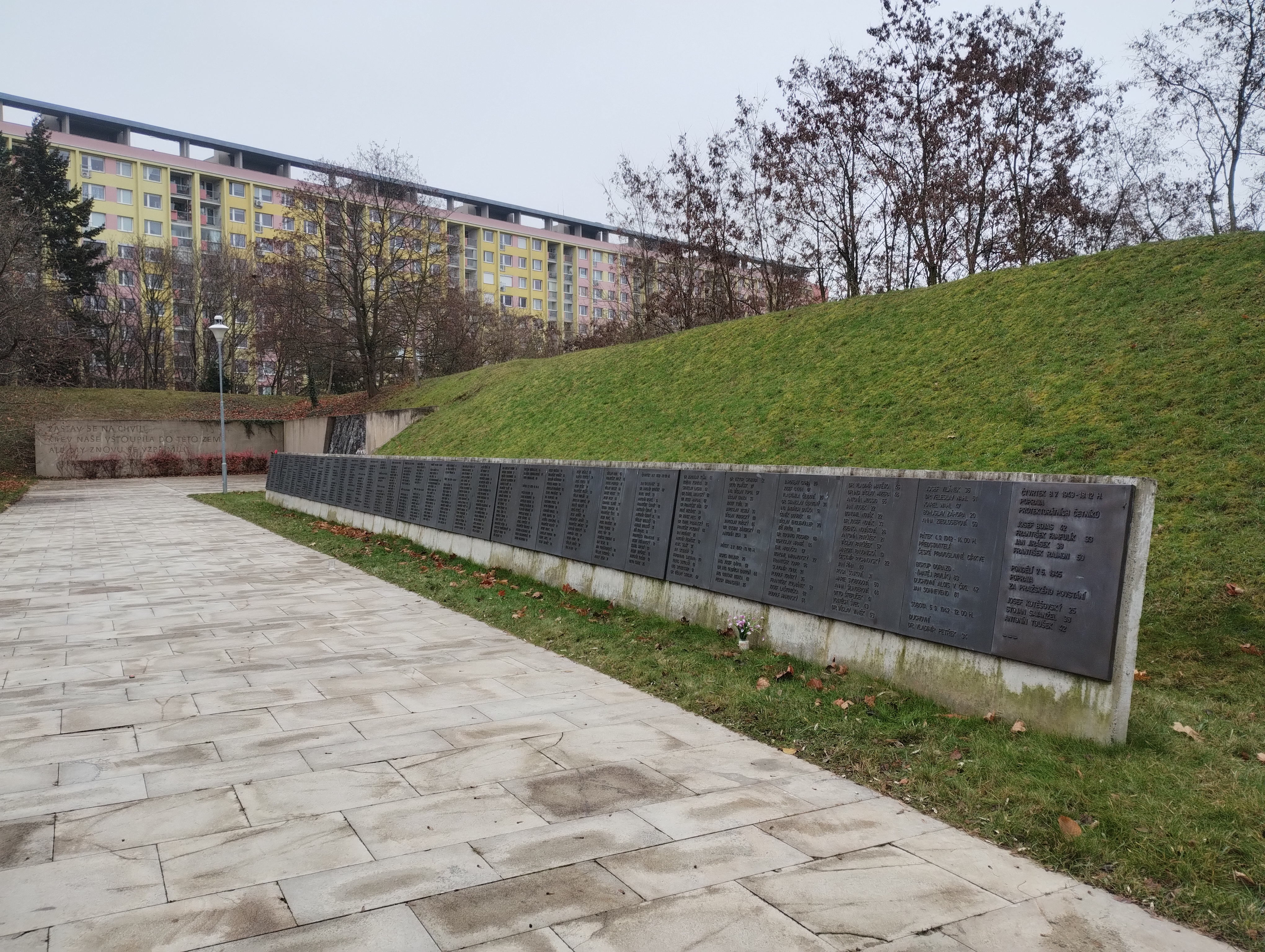
Pamětní desky se jmény popravených na Kobyliské střelnici
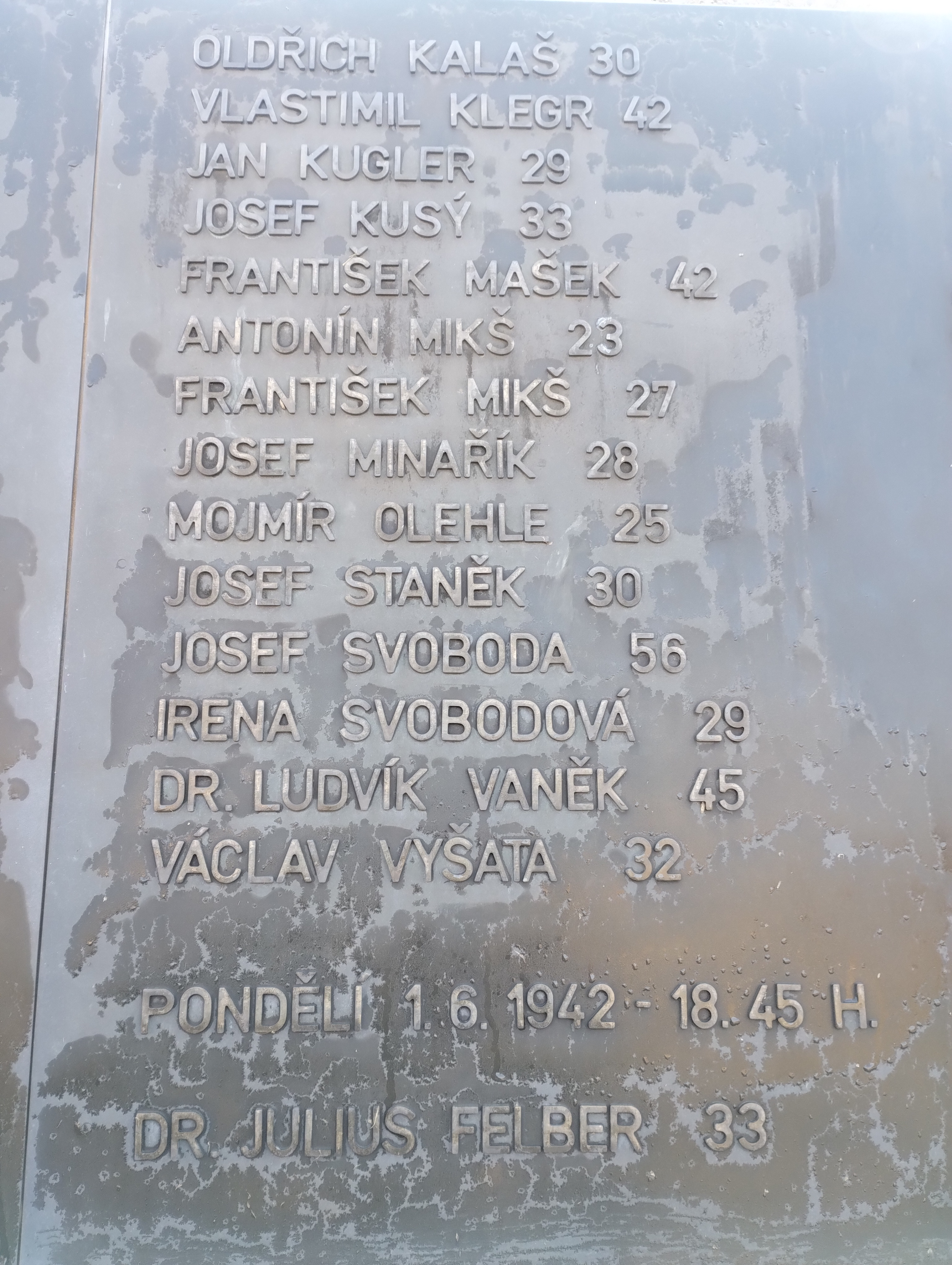
Detail desky se jmény bratrů Mikšových a odbojáře J. Kusého, Kobyliská střelnice
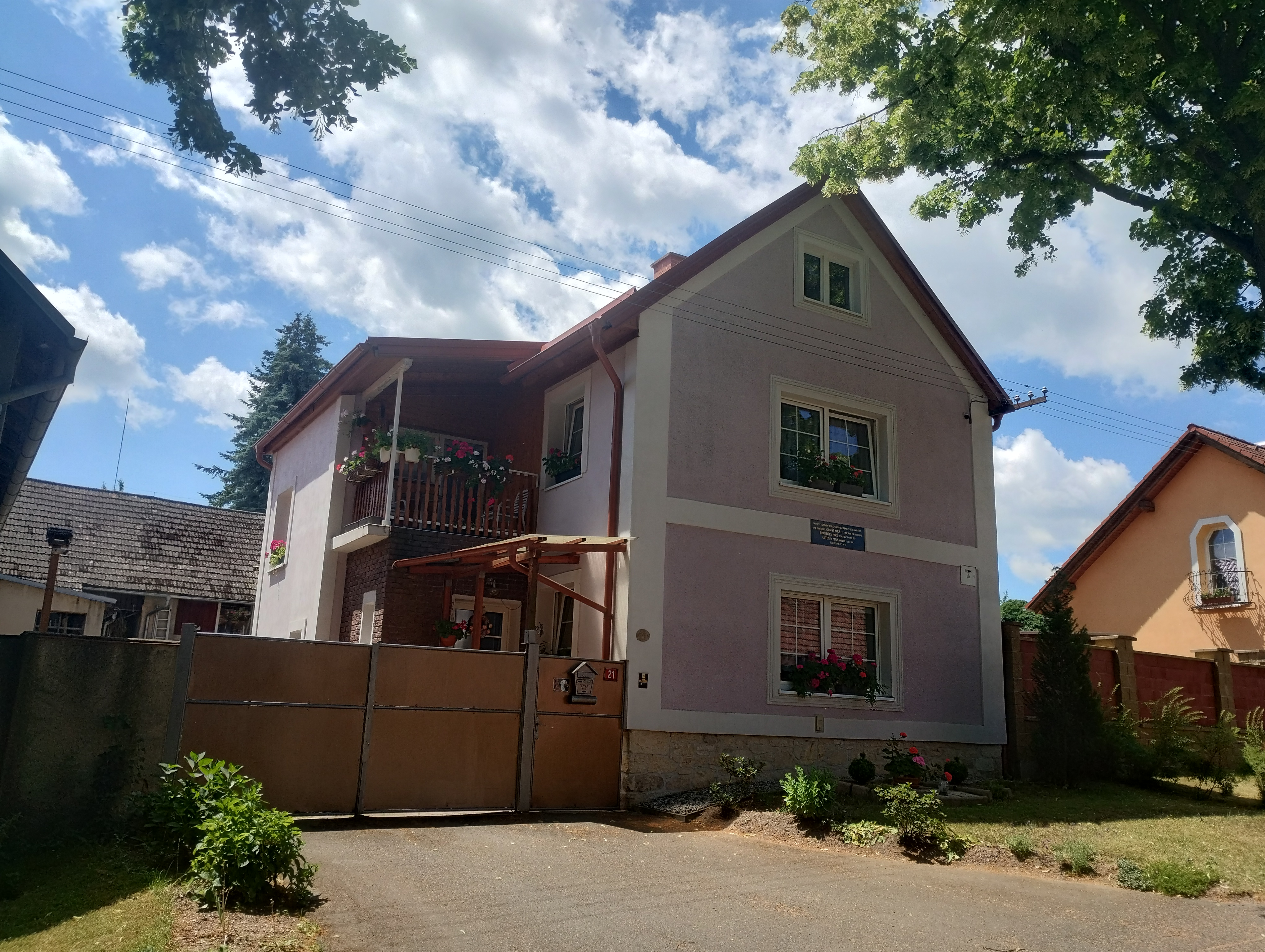
Rodný dům bratrů Mikšových s pamětní deskou, Janov čp. 21
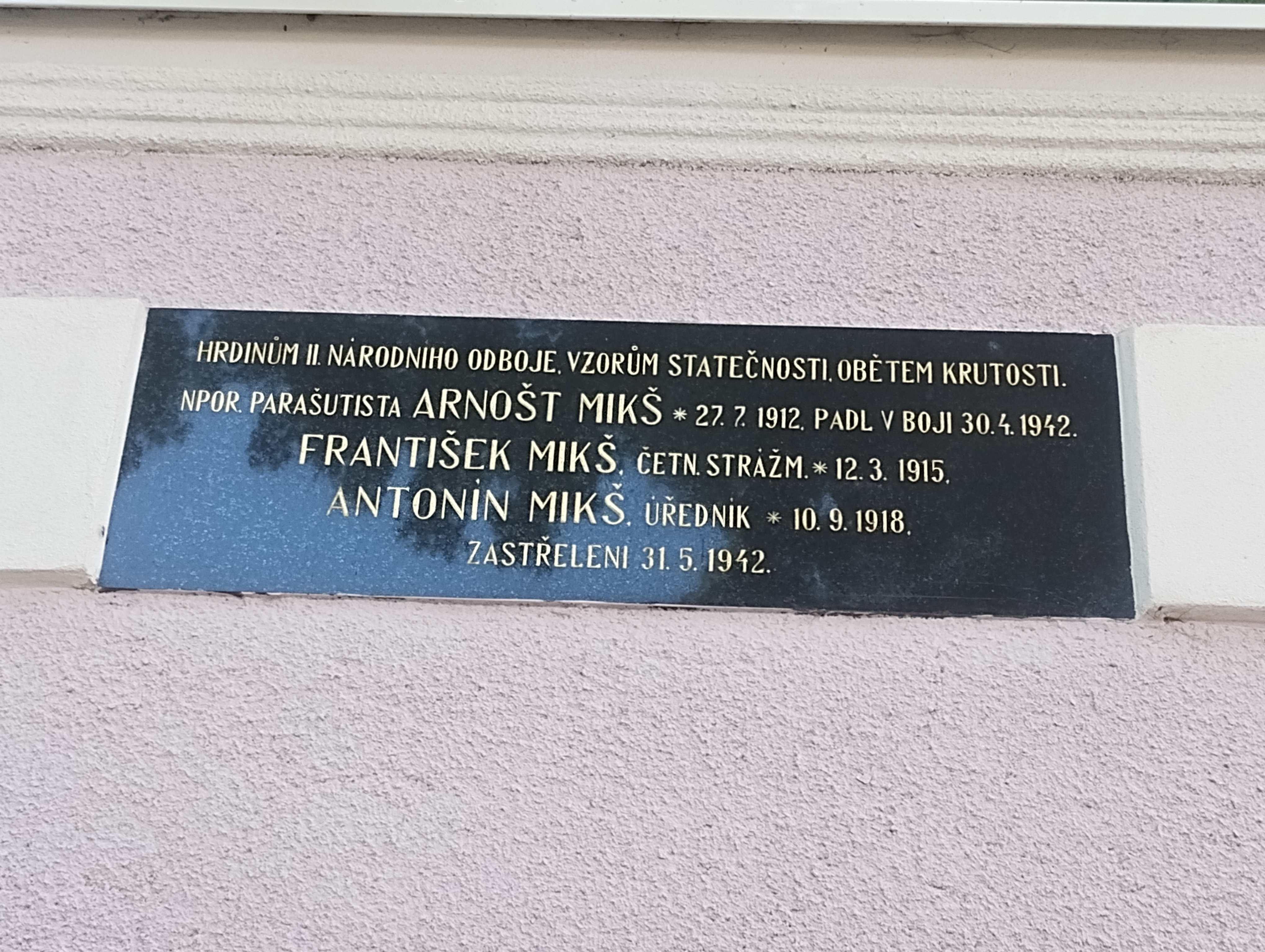
Pamětní deska na rodném domě bratrů Mikšových, Janov čp. 21
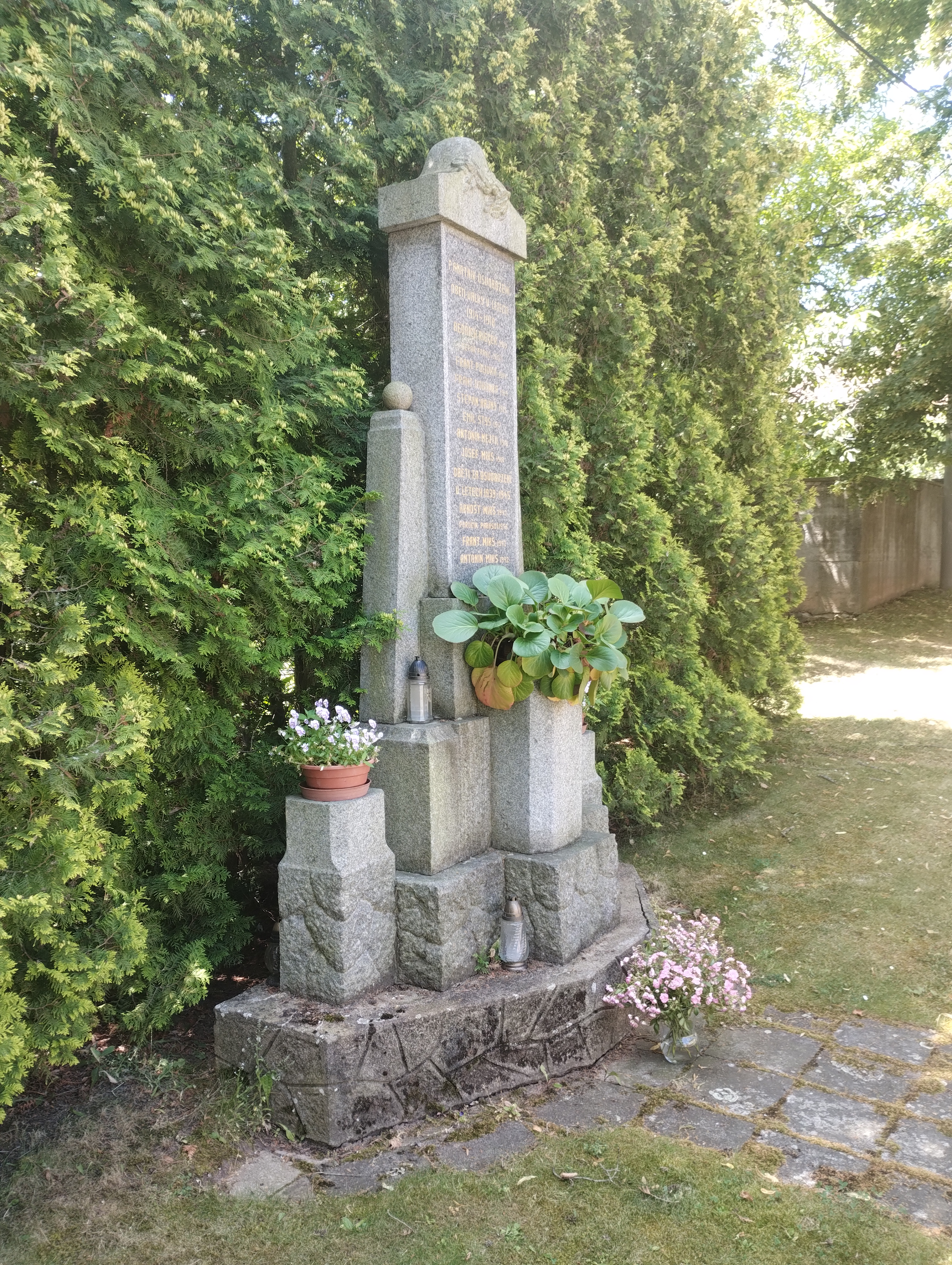
Pomník obětem 1. a 2. světové války v Janově
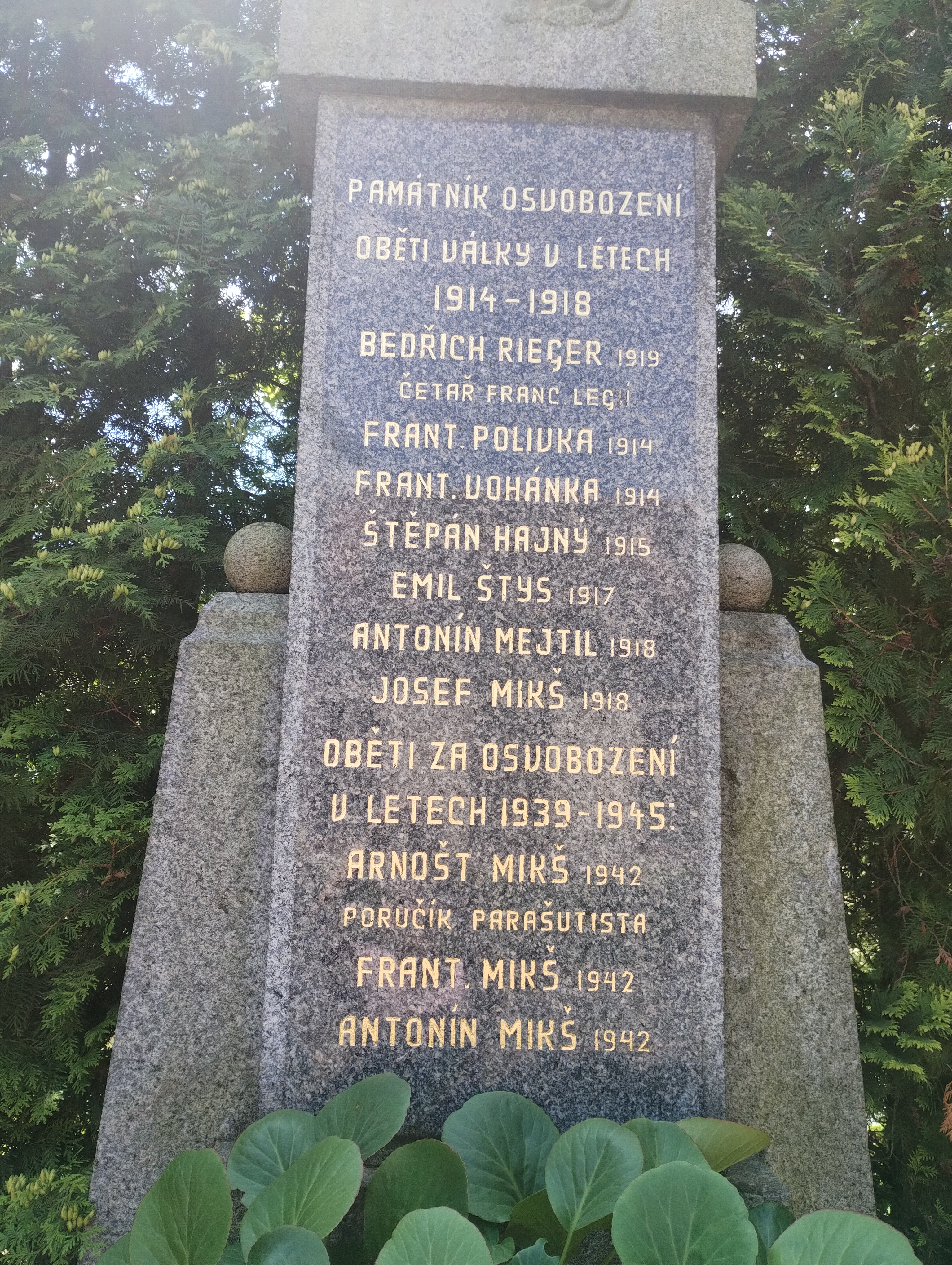
Detail pomníku v Janově
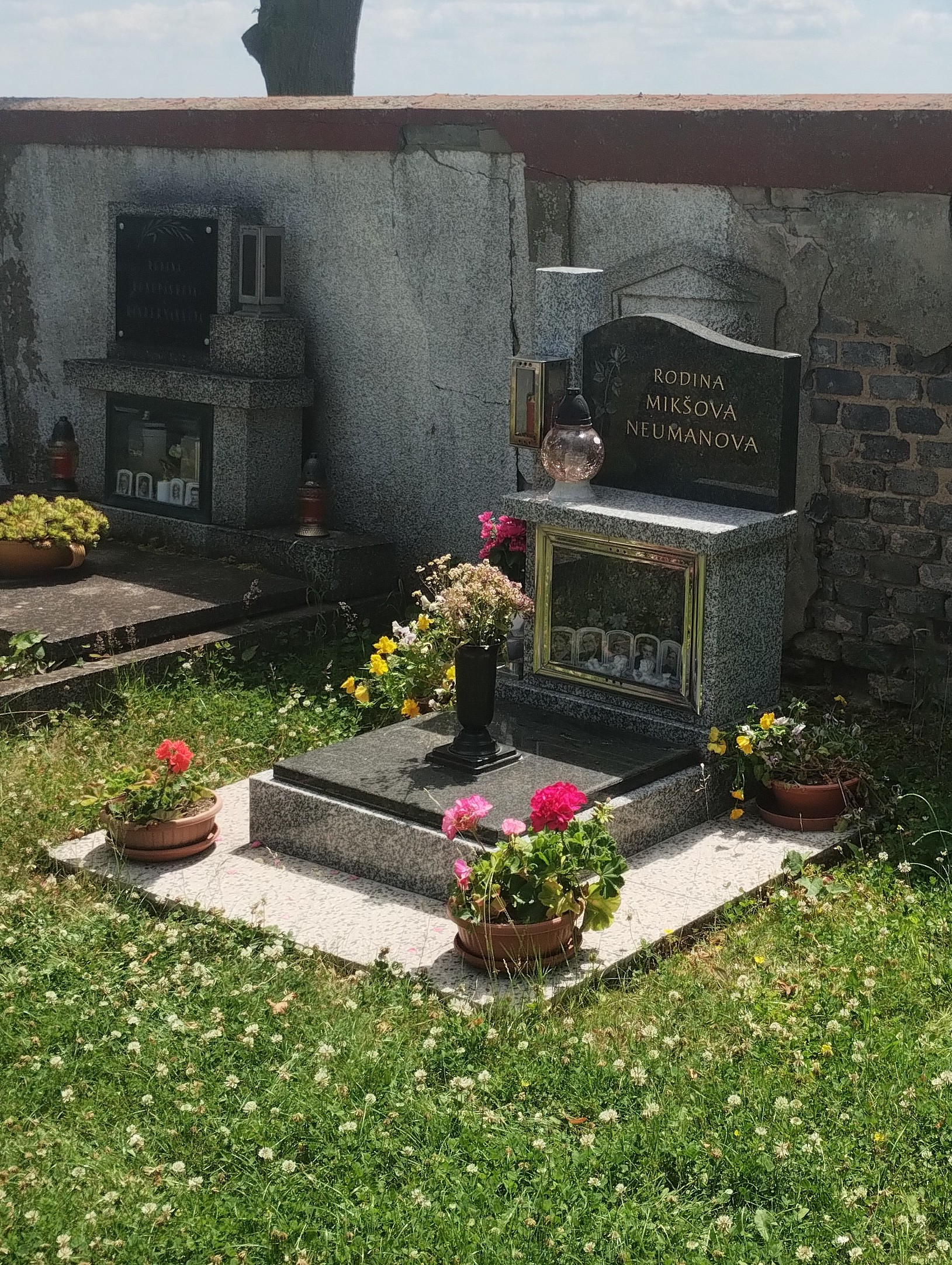
Hrob rodiny Mikšovy na hřbitově v Janově
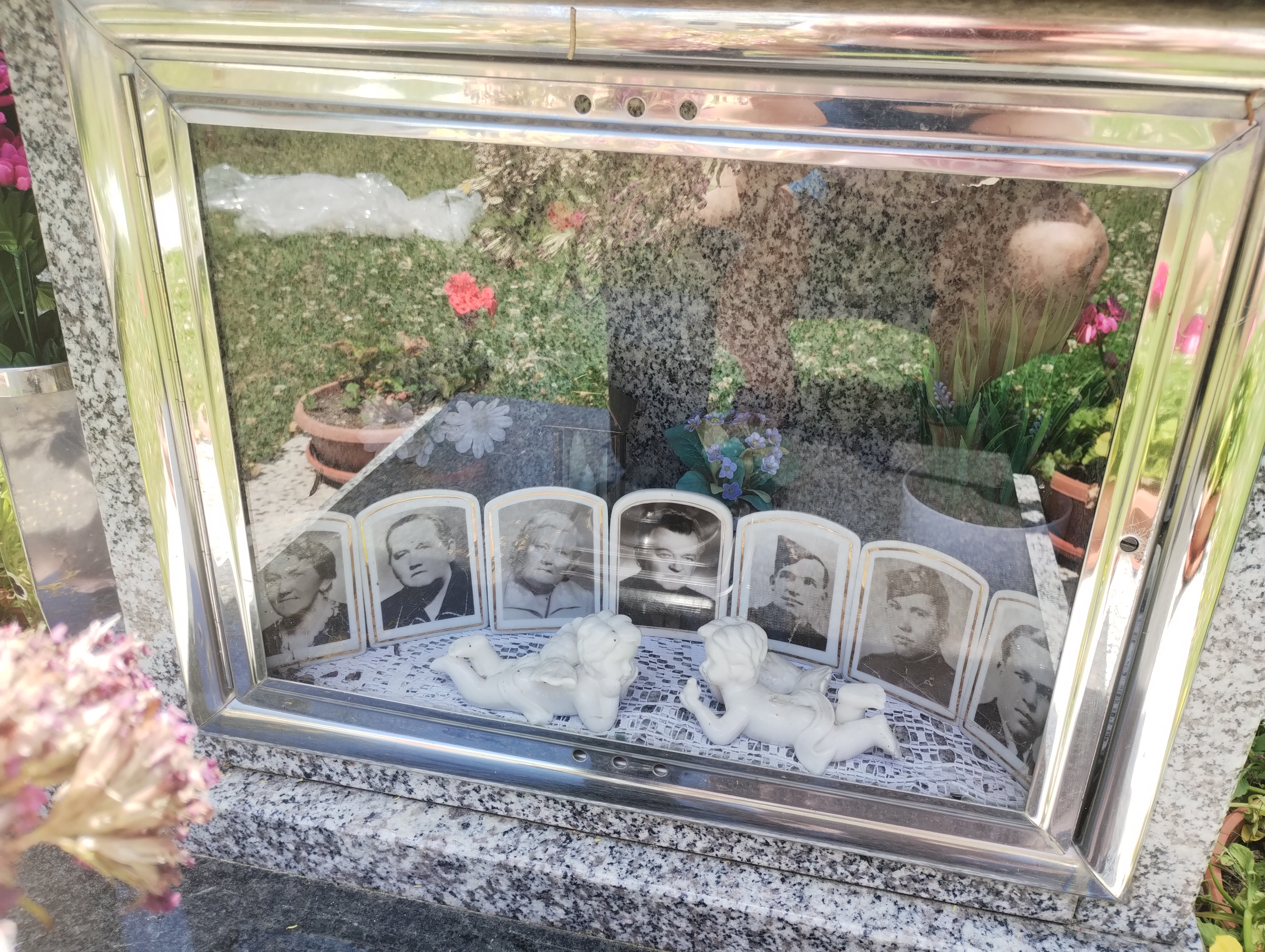
Kenotaf s fotkami bratrů Mikšových na rodinném hrobě